# Jules Hoche
Pour les articles homonymes, voir Hoche.
Albert Jules Hoche (Strasbourg, 19 novembre 1858 - Saint-Chéron, 7 mars 1926) est un romancier, scénariste, journaliste et traducteur français.

## Biographie
Journaliste à Paris illustré, il est l'auteur de nombreux romans sentimentaux ou licencieux et d'études historiques.
Voir le portrait qu'en dresse Paul Léautaud dans son Journal littéraire au 22 avril 1925.

## Décoration
- Chevalier de la Légion d'honneur (1914)

## Distinction
- Prix Emile-Richebourg de la Société des Gens de Lettres en 1922[1]
- Prix Lambert de l'Institut de France en 1925

## Œuvres
- Les Parisiens chez eux, Dentu, 1883
- Le pays des croisades, Librairie illustrée, 1885
- Le Vice sentimental (amours d'Asnières, amours d'Afrique), Giraud, 1885
- La Fiancée du trapèze, Savine, 1887
- Causes célèbres de l'Allemagne : la terreur d'Eldagsen ; le mystère de Nuremberg, Savine, 1888
- Féfée, Savine, 1892
- Confessions d'un homme de lettres, Bibliothèque des auteurs modernes, 1895
- Bismarck intime..., Juven, 1898
- Notre tour du monde..., Juven, 1899
- Saint-Lazare, Librairie contemporaine, 1901
- Chez les ilotes, amours extra-sociales, Juven , 1902
- La Faillite des trônes, documents intimes sur les scandales des principales cours d'Europe, Tallandier, 1903
- La Corruptrice, Tallandier, 1904
- Mœurs d'exception, Tallandier, 1904
- Le Mauvais baiser..., Douville, 1905
- Mes 5 femmes, essai de polygamie, Édition photographique, 1905
- L'Empereur Guillaume II intime..., Juven, 1906
- Le Faiseur d’hommes et sa formule, Juven, 1906
- Les Petites madones, Douville, 1906
- Une œuvre de salut public : assez de crimes, l'échafaud en permanence, nous demandons cent mille têtes ?, Douville, 1907
- Le Mort volant, Méricant, 1913
- Le Secret des Paterson..., Méricant, 1913
- En Alsace reconquise, Albin Michel, 1917
- Premier amour, Collection des petits chefs-d’œuvre, 1917
- Sous les mimosas, Librairie des romans choisis, 1917
- Le mannequin de cire, Librairie des Romans choisis, 1918
- Mariage doré, Librairie des Romans choisis, 1918
- Fédora, Librairie des Romans choisis, 1919
- Filles d'Alsace, Albin Michel, 1919
- Il faut aimer !, Albin Michel, 1919
- Le Maquis sentimental, France-Édition, 1922
- L'Effarante Aventure, Albin Michel, 1923
- L’Étrange imposture, France-Édition, 1923
- Florina, orpheline de guerre, Fasquelle, 1925

On lui doit aussi de nombreuses traductions de l'allemand.

## Filmographie partielle

### Comme scénariste
- 1911 : La Lettre inachevée (Fatale rencontre) de Georges Denola
- 1912 : Le Signalement d'Albert Capellani